# Doroszlóbakva
Doroszlóbakva egy középkori vár volt Horvátországban, a Verőce-Drávamente megyei Pitomacsához tartozó Turnašica település területén.

## Fekvése
A mai Turnašica falu közepén, egy kb. 6-8 méter magas földhalom található, melynek átmérője mintegy 30 métert tesz ki. Itt állt egykor Doroszlóbakva vára.

## Története
A mai Turnašica helyén már a római korban is volt település. Mintegy száz méterrel ettől a földhalomtól, még ma is látható egy széles római út nyoma, mely a Poetovio és Mursa közötti kereskedelmi út lehetett. A földhalmon magán is sok római kori cseréptöredékre bukkantak, melyek egy római településről is származhattak. A következő település a középkorban jött itt létre. Ezt igazolják a tipikusan késő középkori tégla és cserépmaradványok. A pápai tizedjegyzék szerint már 1334-ben állt itt a Szent Bertalan templom, melyről a falut is elnevezték. 1501-ben említik Ágoston nevű plébánosát is említik.
A középkori települést Verőce várának eleste után a 16. század közepén pusztította el a török. Lakossága nagyrészt a biztonságosabb Nyugat-Magyarországra menekült. Az itt maradtak gyakran a közeli Bilo-hegység erdeiben kerestek menedéket a törökök elől és csak néha merészkedtek elő egykori falujukba. Földjeik általában megműveletlenül maradtak. A középkori templom tornyát a török valószínűleg őrtoronyként használta. Erre lehet következtetni a torony nyugati oldalán fellelhető lőrések nyomaiból, melyeket ebben az időben alakíthattak ki. Valószínűleg erről a toronyról (a kaj horvát turanj főnévből) kapta nevét a Szentbertalan helyén később létrejött település. Turnašicát 1741-ben már önálló egyházközségként említették, melynek kegyura Schaumburg-Lippe György herceg volt.

## A vár mai állapota
A mai Turnašica közepén egy mintegy 6-8 méter magas földhalom található, melynek átmérője mintegy 30 méter. Ez a halom még a törökkor előtt mély árokkal és erős sáncokkal volt körülvéve, melyek még ma is megfigyelhetők a déli oldalon. Máshol már nyomát sem látjuk. A nyugati árkon ma egy út vezet át, a földhalom tetején pedig a Szentháromság templom található. A középkori dokumentumok nem említik ezt a várat, ennek ellenére a nevéből arra következtethetünk, hogy itt valaha egy toronynak kellett lennie. Lehetőségként felmerül, hogy ez a torony a régi templom tornya volt, de éppúgy lehetett egy valamilyen nemesi udvarház, vagy őrtorony is.